# Shakta pitha
Shakta Pitha (sanskrit: शाक्त पीठ, Śakta Pīṭha, ”Shaktis säten” ) är viktiga helgedomar och vallfartsorter inom shaktismen, en gren inom hinduism som dyrkar modergudinnan Shakti. Olika purana-texter, såsom Śrīmad Devī Bhāgavatam, nämner ett varierande antal shakta pithas – vanligtvis 51, 52, 64 eller 108. Av dessa utpekas 18 stycken som Aṣṭādaśa Mahā pitha (”De arton stora”) i medeltida hinduiska texter.

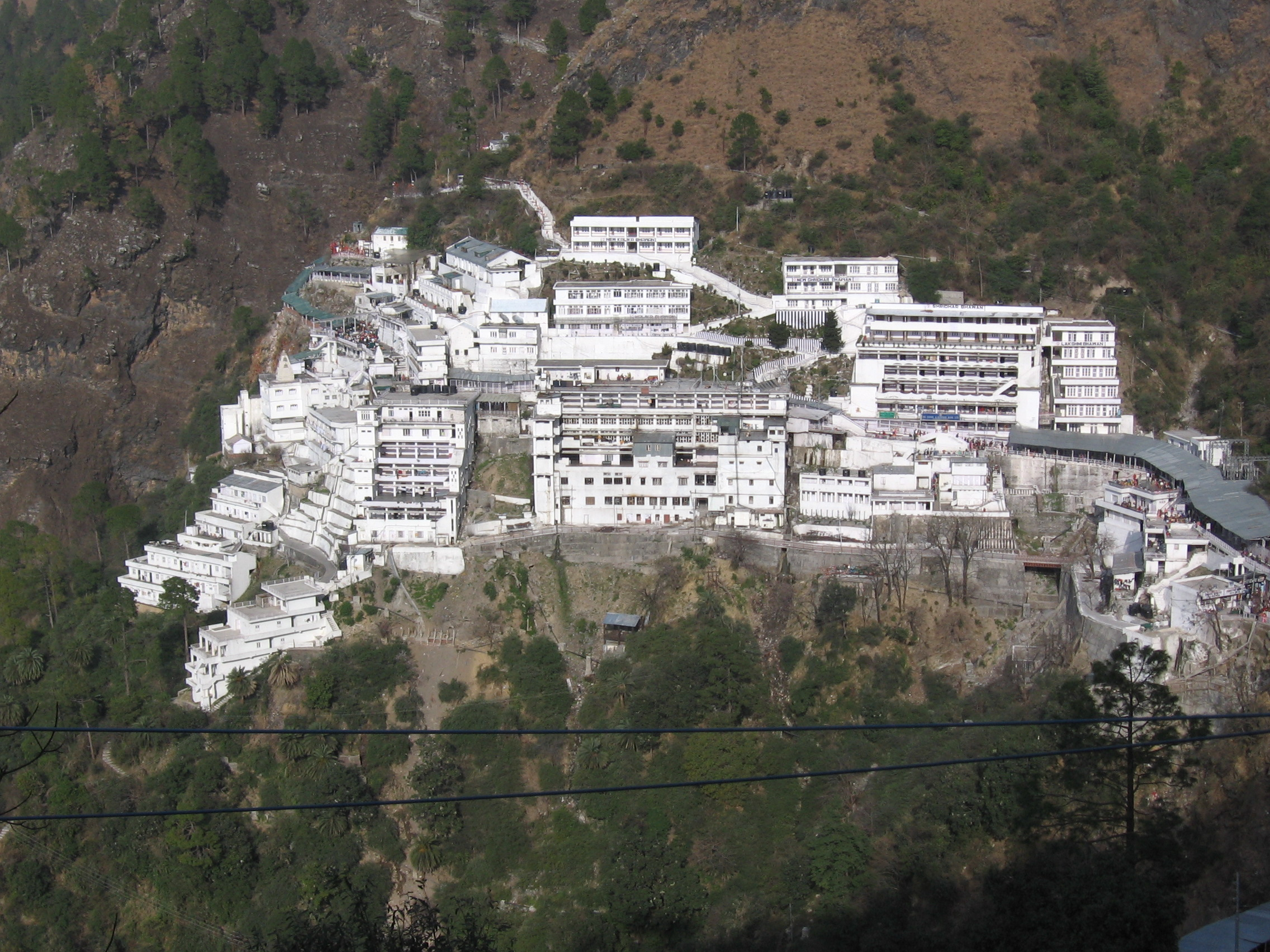
Shri Mata Vaishno Devi-templet är ett av de 64 och 108 Maha (stora) Shakta pitha, och är även det mest besökta av dem alla. Templet lockar över 15 miljoner besökare om året.

Det finns många legender om hur Shakta pitha uppstod. Den mest spridda berättelsen är baserad på myten om Shaktis död. Efter hennes död sägs Shiva ha burit runt på hennes kropp genom universum, medan han sörjde och mindes deras tid tillsammans som par.
För att sätta stopp för Shivas sorg och förhindra att världen rubbades av hans smärta, använde Vishnu sitt Sudarshana-chakra för att skära Shaktis kropp i 51 delar. Dessa kroppsdelar föll ner på jorden och förvandlades till heliga platser där människor kunde hylla gudinnan. För att fullfölja detta uppdrag antog Shiva avataren som Bhairava.
De flesta av dessa historiska platser för gudinnadyrkan finns i Nepal och Indien, men det finns även sju stycken i Bangladesh, två i Pakistan och en vardera i Tibet, Sri Lanka och Bhutan. Både i antika och moderna källor förekommer många legender som dokumenterar dessa platser. Det finns dock ingen samstämmig uppfattning om det exakta antalet eller den exakta geografiska fördelningen av de platser där gudinnan Shaktis kropp sägs ha fallit,  även om vissa platser betraktas som mer betydelsefulla än andra.

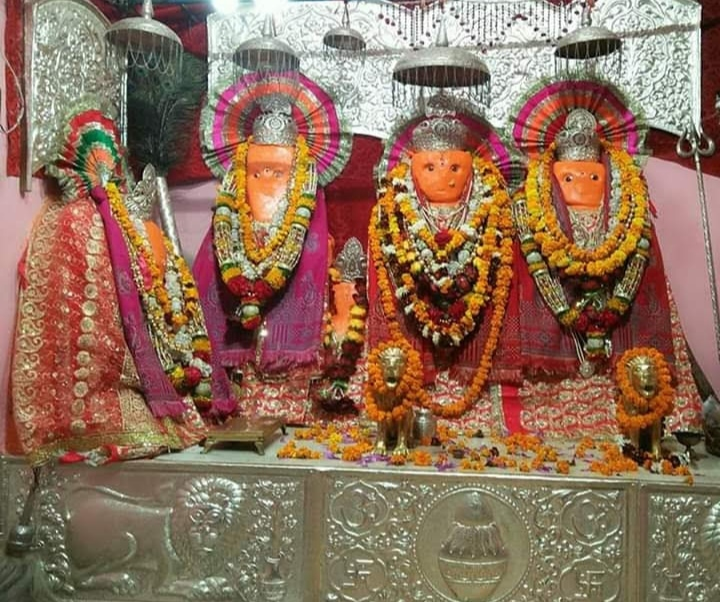
Shakambhari Shakta pitha, beläget i Saharanpur i delstaten Uttar Pradesh, är tillägnat Shakambhari Devi, en form av gudinnan Shakti. Templet räknas som en av de 108 Siddha pitha som nämns i Brahma Purana, och är ett av de äldsta templen tillägnade Devi Shakambhari. Templet har omkring tio miljoner besökare årligen.

Brahmanda Purana, en av de arton största purana-texterna, nämner 64 Shakta pithas tillägnade gudinnan Parvati i Bharat eller det historiska Större Indien, Dessa platser omfattar områden i dagens Indien, Bhutan, Bangladesh, Nepal, Sri Lanka, delar av södra Tibet samt delar av södra Pakistan. En annan text som listar dessa helgedomar är Shakta Pitha Stotram, som sägs vara skriven av Adi Shankara, en hinduisk filosof från 800-talet.